# Vogal quase posterior quase fechada arredondada
| Vogal quase posterior quase fechada arredondada | Vogal quase posterior quase fechada arredondada |
| ----------------------------------------------- | ----------------------------------------------- |
| AFI – número                                    | 321                                             |
| AFI – Unicode                                   | ʊ                                               |
| AFI – imagem                                    |                                                 |
| Entidade HTML                                   | &#650;                                          |
| X-SAMPA                                         | U                                               |
| Kirshenbaum                                     | U                                               |
| Som Exemplo                                     |                                                 |

A vogal quase posterior quase fechada arredondada é um tipo de som vocálico, presente em alguns idiomas falados. O seu símbolo no IPA é /ʊ/, e no X-SAMPA é /U/.
| Editar                                                                                | Anterior                                                                                    | Quase anterior                                                                              | Central                                                                                     | Quase posterior                                                                             | Posterior                                                                                   |
| Fechada                                                                               | \| i • y ɨ • ʉ ɯ • u ɪ • ʏ ɯ̽ • ʊ e • ø ɘ • ɵ ɤ • o ə ɛ • œ ɜ • ɞ ʌ • ɔ æ ɐ a • ɶ ä ɑ • ɒ \| | \| i • y ɨ • ʉ ɯ • u ɪ • ʏ ɯ̽ • ʊ e • ø ɘ • ɵ ɤ • o ə ɛ • œ ɜ • ɞ ʌ • ɔ æ ɐ a • ɶ ä ɑ • ɒ \| | \| i • y ɨ • ʉ ɯ • u ɪ • ʏ ɯ̽ • ʊ e • ø ɘ • ɵ ɤ • o ə ɛ • œ ɜ • ɞ ʌ • ɔ æ ɐ a • ɶ ä ɑ • ɒ \| | \| i • y ɨ • ʉ ɯ • u ɪ • ʏ ɯ̽ • ʊ e • ø ɘ • ɵ ɤ • o ə ɛ • œ ɜ • ɞ ʌ • ɔ æ ɐ a • ɶ ä ɑ • ɒ \| | \| i • y ɨ • ʉ ɯ • u ɪ • ʏ ɯ̽ • ʊ e • ø ɘ • ɵ ɤ • o ə ɛ • œ ɜ • ɞ ʌ • ɔ æ ɐ a • ɶ ä ɑ • ɒ \| |
| Quase fechada                                                                         | \| i • y ɨ • ʉ ɯ • u ɪ • ʏ ɯ̽ • ʊ e • ø ɘ • ɵ ɤ • o ə ɛ • œ ɜ • ɞ ʌ • ɔ æ ɐ a • ɶ ä ɑ • ɒ \| | \| i • y ɨ • ʉ ɯ • u ɪ • ʏ ɯ̽ • ʊ e • ø ɘ • ɵ ɤ • o ə ɛ • œ ɜ • ɞ ʌ • ɔ æ ɐ a • ɶ ä ɑ • ɒ \| | \| i • y ɨ • ʉ ɯ • u ɪ • ʏ ɯ̽ • ʊ e • ø ɘ • ɵ ɤ • o ə ɛ • œ ɜ • ɞ ʌ • ɔ æ ɐ a • ɶ ä ɑ • ɒ \| | \| i • y ɨ • ʉ ɯ • u ɪ • ʏ ɯ̽ • ʊ e • ø ɘ • ɵ ɤ • o ə ɛ • œ ɜ • ɞ ʌ • ɔ æ ɐ a • ɶ ä ɑ • ɒ \| | \| i • y ɨ • ʉ ɯ • u ɪ • ʏ ɯ̽ • ʊ e • ø ɘ • ɵ ɤ • o ə ɛ • œ ɜ • ɞ ʌ • ɔ æ ɐ a • ɶ ä ɑ • ɒ \| |
| Semifechada                                                                           | \| i • y ɨ • ʉ ɯ • u ɪ • ʏ ɯ̽ • ʊ e • ø ɘ • ɵ ɤ • o ə ɛ • œ ɜ • ɞ ʌ • ɔ æ ɐ a • ɶ ä ɑ • ɒ \| | \| i • y ɨ • ʉ ɯ • u ɪ • ʏ ɯ̽ • ʊ e • ø ɘ • ɵ ɤ • o ə ɛ • œ ɜ • ɞ ʌ • ɔ æ ɐ a • ɶ ä ɑ • ɒ \| | \| i • y ɨ • ʉ ɯ • u ɪ • ʏ ɯ̽ • ʊ e • ø ɘ • ɵ ɤ • o ə ɛ • œ ɜ • ɞ ʌ • ɔ æ ɐ a • ɶ ä ɑ • ɒ \| | \| i • y ɨ • ʉ ɯ • u ɪ • ʏ ɯ̽ • ʊ e • ø ɘ • ɵ ɤ • o ə ɛ • œ ɜ • ɞ ʌ • ɔ æ ɐ a • ɶ ä ɑ • ɒ \| | \| i • y ɨ • ʉ ɯ • u ɪ • ʏ ɯ̽ • ʊ e • ø ɘ • ɵ ɤ • o ə ɛ • œ ɜ • ɞ ʌ • ɔ æ ɐ a • ɶ ä ɑ • ɒ \| |
| Média                                                                                 | \| i • y ɨ • ʉ ɯ • u ɪ • ʏ ɯ̽ • ʊ e • ø ɘ • ɵ ɤ • o ə ɛ • œ ɜ • ɞ ʌ • ɔ æ ɐ a • ɶ ä ɑ • ɒ \| | \| i • y ɨ • ʉ ɯ • u ɪ • ʏ ɯ̽ • ʊ e • ø ɘ • ɵ ɤ • o ə ɛ • œ ɜ • ɞ ʌ • ɔ æ ɐ a • ɶ ä ɑ • ɒ \| | \| i • y ɨ • ʉ ɯ • u ɪ • ʏ ɯ̽ • ʊ e • ø ɘ • ɵ ɤ • o ə ɛ • œ ɜ • ɞ ʌ • ɔ æ ɐ a • ɶ ä ɑ • ɒ \| | \| i • y ɨ • ʉ ɯ • u ɪ • ʏ ɯ̽ • ʊ e • ø ɘ • ɵ ɤ • o ə ɛ • œ ɜ • ɞ ʌ • ɔ æ ɐ a • ɶ ä ɑ • ɒ \| | \| i • y ɨ • ʉ ɯ • u ɪ • ʏ ɯ̽ • ʊ e • ø ɘ • ɵ ɤ • o ə ɛ • œ ɜ • ɞ ʌ • ɔ æ ɐ a • ɶ ä ɑ • ɒ \| |
| Semiaberta                                                                            | \| i • y ɨ • ʉ ɯ • u ɪ • ʏ ɯ̽ • ʊ e • ø ɘ • ɵ ɤ • o ə ɛ • œ ɜ • ɞ ʌ • ɔ æ ɐ a • ɶ ä ɑ • ɒ \| | \| i • y ɨ • ʉ ɯ • u ɪ • ʏ ɯ̽ • ʊ e • ø ɘ • ɵ ɤ • o ə ɛ • œ ɜ • ɞ ʌ • ɔ æ ɐ a • ɶ ä ɑ • ɒ \| | \| i • y ɨ • ʉ ɯ • u ɪ • ʏ ɯ̽ • ʊ e • ø ɘ • ɵ ɤ • o ə ɛ • œ ɜ • ɞ ʌ • ɔ æ ɐ a • ɶ ä ɑ • ɒ \| | \| i • y ɨ • ʉ ɯ • u ɪ • ʏ ɯ̽ • ʊ e • ø ɘ • ɵ ɤ • o ə ɛ • œ ɜ • ɞ ʌ • ɔ æ ɐ a • ɶ ä ɑ • ɒ \| | \| i • y ɨ • ʉ ɯ • u ɪ • ʏ ɯ̽ • ʊ e • ø ɘ • ɵ ɤ • o ə ɛ • œ ɜ • ɞ ʌ • ɔ æ ɐ a • ɶ ä ɑ • ɒ \| |
| Quase aberta                                                                          | \| i • y ɨ • ʉ ɯ • u ɪ • ʏ ɯ̽ • ʊ e • ø ɘ • ɵ ɤ • o ə ɛ • œ ɜ • ɞ ʌ • ɔ æ ɐ a • ɶ ä ɑ • ɒ \| | \| i • y ɨ • ʉ ɯ • u ɪ • ʏ ɯ̽ • ʊ e • ø ɘ • ɵ ɤ • o ə ɛ • œ ɜ • ɞ ʌ • ɔ æ ɐ a • ɶ ä ɑ • ɒ \| | \| i • y ɨ • ʉ ɯ • u ɪ • ʏ ɯ̽ • ʊ e • ø ɘ • ɵ ɤ • o ə ɛ • œ ɜ • ɞ ʌ • ɔ æ ɐ a • ɶ ä ɑ • ɒ \| | \| i • y ɨ • ʉ ɯ • u ɪ • ʏ ɯ̽ • ʊ e • ø ɘ • ɵ ɤ • o ə ɛ • œ ɜ • ɞ ʌ • ɔ æ ɐ a • ɶ ä ɑ • ɒ \| | \| i • y ɨ • ʉ ɯ • u ɪ • ʏ ɯ̽ • ʊ e • ø ɘ • ɵ ɤ • o ə ɛ • œ ɜ • ɞ ʌ • ɔ æ ɐ a • ɶ ä ɑ • ɒ \| |
| Aberta                                                                                | \| i • y ɨ • ʉ ɯ • u ɪ • ʏ ɯ̽ • ʊ e • ø ɘ • ɵ ɤ • o ə ɛ • œ ɜ • ɞ ʌ • ɔ æ ɐ a • ɶ ä ɑ • ɒ \| | \| i • y ɨ • ʉ ɯ • u ɪ • ʏ ɯ̽ • ʊ e • ø ɘ • ɵ ɤ • o ə ɛ • œ ɜ • ɞ ʌ • ɔ æ ɐ a • ɶ ä ɑ • ɒ \| | \| i • y ɨ • ʉ ɯ • u ɪ • ʏ ɯ̽ • ʊ e • ø ɘ • ɵ ɤ • o ə ɛ • œ ɜ • ɞ ʌ • ɔ æ ɐ a • ɶ ä ɑ • ɒ \| | \| i • y ɨ • ʉ ɯ • u ɪ • ʏ ɯ̽ • ʊ e • ø ɘ • ɵ ɤ • o ə ɛ • œ ɜ • ɞ ʌ • ɔ æ ɐ a • ɶ ä ɑ • ɒ \| | \| i • y ɨ • ʉ ɯ • u ɪ • ʏ ɯ̽ • ʊ e • ø ɘ • ɵ ɤ • o ə ɛ • œ ɜ • ɞ ʌ • ɔ æ ɐ a • ɶ ä ɑ • ɒ \| |
| i • y ɨ • ʉ ɯ • u ɪ • ʏ ɯ̽ • ʊ e • ø ɘ • ɵ ɤ • o ə ɛ • œ ɜ • ɞ ʌ • ɔ æ ɐ a • ɶ ä ɑ • ɒ |                                                                                             |                                                                                             |                                                                                             |                                                                                             |                                                                                             |